# Daniel Patrick Moynihan
Pour les articles homonymes, voir Daniel Moynihan.
Daniel Patrick Moynihan, né le 16 mars 1927 à Tulsa et mort le 26 mars 2003 à Washington DC, est un sociologue et homme politique américain. Membre du Parti démocrate, il est sénateur pour l'État de New York au Congrès de 1977 à 2001. Il est aussi ambassadeur des États-Unis auprès de l'Organisation des Nations unies entre 1975 et 1976 et de l'Inde de 1973 à 1975.

## Carrière politique
En 1965, alors qu'il est Assistant Secretary of Labor (adjoint du secrétaire au Travail), il publie le rapport Moynihan, étude influente et controversée sur la structure de la famille noire et ses effets économiques et comportementaux.
Moynihan a été ambassadeur des États-Unis auprès de l'Organisation des Nations unies et en Inde. Il a aussi été membre de quatre administrations successives, en commençant par l'administration de John F. Kennedy, jusqu'à celle de Gerald Ford.
Il est sénateur de l'État de New York entre 1977 et 2001 (réélu trois fois, en 1982, 1988 et 1994, et ne se représentant pas en 2000). En 2001, Hillary Clinton lui succède au Sénat.

## Loi de Moynihan
Daniel Patrick Moynihan affirme que le respect des droits de l'homme par un État suit paradoxalement une fonction inverse du nombre de plaintes relatives aux droits de l'homme qu'il enregistre :

« Le nombre de violations des droits de l'homme dans un pays est toujours une fonction inversement proportionnelle du nombre de plaintes pour violations des droits de l'homme reçues de ce pays. Plus le nombre de plaintes déposées est grand, plus les droits de l'homme de ce pays sont bien protégés. »

En effet, les pays dans lesquels les droits de l'homme sont les plus sévèrement bafoués sont également ceux dans lesquels la liberté d'expression, la liberté de la presse et la justice sont les plus touchées. D'autre part, le nombre de plaintes déposées est également fonction des possibilités perçues d'être entendu et que réparation soit faite.
Ce phénomène est connu sous le nom de « loi de Moynihan » ou « syndrome de Moynihan ».